# Cambridgea ordishi
Cambridgea ordishi is een spinnensoort in de taxonomische indeling van de Stiphidiidae.
Het dier behoort tot het geslacht Cambridgea. De wetenschappelijke naam van de soort werd voor het eerst geldig gepubliceerd in 2000 door A. D. Blest & C. J. Vink.